# Narcissus serotinus
Narcissus serotinus és una espècie de planta perenne de la família de les amaril·lidàcies. És originària de la regió de la Mediterrània meridional. El seu nom genèric Narcissus fa referència al jove Narcís de la mitologia grega Νάρκισσος (Narkissos) fill del déu riu Cefís i de la nimfa Liríope; Narcís es distingia per la seva bellesa. El nom deriva de la paraula grega: ναρκὰο, narkào (= narcòtic) i es refereix a l'olor penetrant i embriagant de les flors d'algunes espècies (alguns sostenen que la paraula deriva de la paraula persa نرگس , que es pronuncia «nargis», que indica que aquesta planta és embriagadora); serotinus és un epítet llatí que significa "tardà".
Al principi de la tardor aquest narcís floreix en camps erms i matollars, sovint acompanyant altres geòfits que floreixen a la tardor (Merendera filifolia, Scilla automnalis). Forma flors amb una suau aroma, que tenen tèpals blancs amb una petita corona groga al centre. Les fulles surten després de la floració, són de secció cilíndrica molt semblants a les tiges. Narcissus elegans és semblant, però aquest és més gran, té les fulles caulinars i es desenvolupen en el mateix moment de la floració, a més és molt rar a Mallorca. El seu nombre cromosòmic és 2n=30.